# Fjällhuvad glasögonfågel
Fjällhuvad glasögonfågel (Heleia squamiceps) är en fågel i familjen glasögonfåglar inom ordningen tättingar.

## Utseende och läte
Fjällhuvad glasögonfågel är en liten, tunnäbbad tätting med ovansidan grön, undersidan anstruken av gult med gröna sidor och ordentligt med vita streck på huvudet. Formen på södra Sulawesi uppvisar en fjällig strupe, medan den hos andra populationer enbart är ljus. Ungfågeln uppvisar gröntonad hjässa och ljusare undersida. Den korta och fylliga sången innehåller upprepade fraser som "twit-tiwit..." uppblandat med "chu-chu-chu".

## Utbredning och systematik
Fjällhuvad glasögonfågel förekommer enbart på Sulawesi och delas in i sex underarter med följande utbredning:
- squamiceps – södra Sulawesi (Lompobattangmassivet)
- heinrichi – nordvästra Sulawesi (Tentolo-Matinanbergen)
- stresemanni – bergsområdena på nordöstra Sulawesi
- striaticeps - bergsområden på norra centrala Sulawesi
- stachyrinus – södra centrala Sulawesi (Latimojongbergen)
- analogus – sydöstra Sulawesi (Mengkokaberget)

### Släktestillhörighet
Arten placeras traditionellt i släktet Lophozosterops, men genetiska studier visar att arterna i det släktet står alla nära fåglarna i Heleia och förs numera allt oftare dit.

## Levnadssätt
Fjällhuvad glasögonfågel hittas i skog och skogsbryn i bergstrakter. Den ses i par eller smågrupper, ofta i artblandade flockar. 

## Status
Fågeln har ett begränsat utbredningsområde och beståndet minskar i antal. Internationella naturvårdsunionen IUCN kategoriserar ändå arten som livskraftig.